# Netty de Vink
Jeannette Cornelia Hendrika Hubertina (Netty) de Vink (Utrecht, 2 september 1909 – aldaar, 8 augustus 1995) was een Nederlands volkenrechtspecialist en politicus.

## Familie
De Vink kwam uit een welgestelde katholieke familie, ze was een dochter van de architect Petrus Hendrikus de Vink en Cornelia Louisa Witbroek. Ze bleef ongehuwd. Ze was een tante van de politicus Joost van Iersel.

## Loopbaan
De Vink studeerde Nederlands recht aan de Universiteit Utrecht en was lid van de Utrechtsche Vrouwelijke Studenten Vereeniging. In 1936 promoveerde zij op haar dissertatie Het einde van het lidmaatschap van den volkenbond. Als werkloze volkenrechtspecialiste kwam zij in de crisistijd in de internationale vrouwenbeweging terecht.
De Vink was lid van de Roomsch-Katholieke Staatspartij (RKSP), en haar opvolger de Katholieke Volkspartij (KVP). In 1945 nam ze zitting in het nood-parlement. Het jaar erop werd ze verkozen tot gemeenteraadslid van Utrecht en in 1947 kwam ze opnieuw in de Tweede Kamer. Ze wisselde geregeld het Kamerlidmaatschap af met haar werk voor de gemeente Utrecht. Na de herindeling per 1 januari 1954 keerde ze niet terug in de gemeenteraad. De Vink hield zich in de Tweede Kamer vooral bezig met volkenrechtelijke vraagstukken, internationaal recht, ontwikkelingssamenwerking en met maatschappelijk werk. Ze werd meerdere malen afgevaardigd naar de algemene vergadering van de Verenigde Naties. Ze sprak bij de algemene beschouwingen in 1959 over het belang van geestelijke verheffing naast toenemende materiële welvaart. Ze was tweede fractiesecretaris (1957-1960) en fractiesecretaris (1960-1963) van de KVP-fractie in de Tweede Kamer.
In 1953, 1954, 1961 en 1962 was ze VN vrouwenvertegenwoordiger en ging ze naar de Algemene Vergadering van de Verenigde Naties om daar een speech te geven.
De Vink werd in 1962 benoemd tot Ridder in de Orde van de Nederlandse Leeuw. Ze overleed in 1995 op 85-jarige leeftijd.
- Biografisch Portaal: 15621484
- International Standard Name Identifier: 0000 0000 8476 3072
- Library of Congress Control Number: no90026280
- Nederlandse Thesaurus van Auteursnamen: 070180369
- Parlement.com: vg09llc0xfq3
- Virtual International Authority File: 115320369
- WorldCat: E39PBJxRxKyXwCBFtFjRQDcQMP